# リマンタジン
リマンタジン（英: Rimantadine）は国際一般名によって名付けられた経口投与される抗ウイルス薬である。A型インフルエンザウイルスの治療に使用されるが予防には著しい。商品名はフルマジン。症状が現れてから1〜2日以内に服用すると、リマンタジンはインフルエンザによる感染期間を短縮し、重症度(特に発熱などの症状)を緩和させる。リマンタジンおよび類似の薬剤アマンタジンは、どちらもアダマンタンの誘導体である。リマンタジンは、アマンタジンよりも効果的であり、使用した場合も副作用が少ないことがわかっている。リマンタジンは、1994年にアメリカ食品医薬品局(FDA)によって承認された。
リマンタジンは1993年に医療用医薬品として承認された。また、H3N2亜型および2009年新型インフルエンザの世界的流行においては、リマンタジンに対する耐性を示しており、インフルエンザの治療薬として処方することはもはや推奨されていない。

## 医療用途
インフルエンザA
リマンタジンは、M2プロトンチャネルのアミノ酸に結合し、M2プロトンチャネルを介したプロトンポンプをブロックすることにより、インフルエンザの活動を阻害する。リマンタジンは、ウイルスの殻であるエンベロープとカプシドのコーティング解除を防ぐことにより、インフルエンザウイルスの複製を阻害すると考えられている。M2プロトンチャネルは、インフルエンザウイルスのウイルス複製に関与していることが知られている。遺伝学においては、M2プロトンチャネル遺伝子によって特定されるイオンチャネルであるM2チャネルウイルスタンパク質が、A型インフルエンザウイルスのリマンタジンによる阻害に対する感受性に重要な役割を果たしていることを示唆している。リマンタジンは、細孔内でアマンタジン特異的アミノ酸結合部位に結合し、水素結合とファンデルワールス力相互作用を伴う。アンモニウム(および隣接する水の分子)はC末端に向かって位置し、アマンタジンはM2細孔内に結合するとN末端に向かって位置する。
インフルエンザ耐性
インフルエンザに対する耐性は、M2プロトンチャネル膜貫通型タンパク質領域の特定位置でのアミノ酸置換として発生する可能性がある。これにより、抗ウイルス剤がチャネルに結合するのを防ぐ。
左の画像はS31Nとリマンタジンの突然変異結合部位である。M2プロトンチャネルのセリン31(金)またはアスパラギン31(青)の内腔(上)または末梢(下)の結合部位へのリマンタジンの結合を示している。

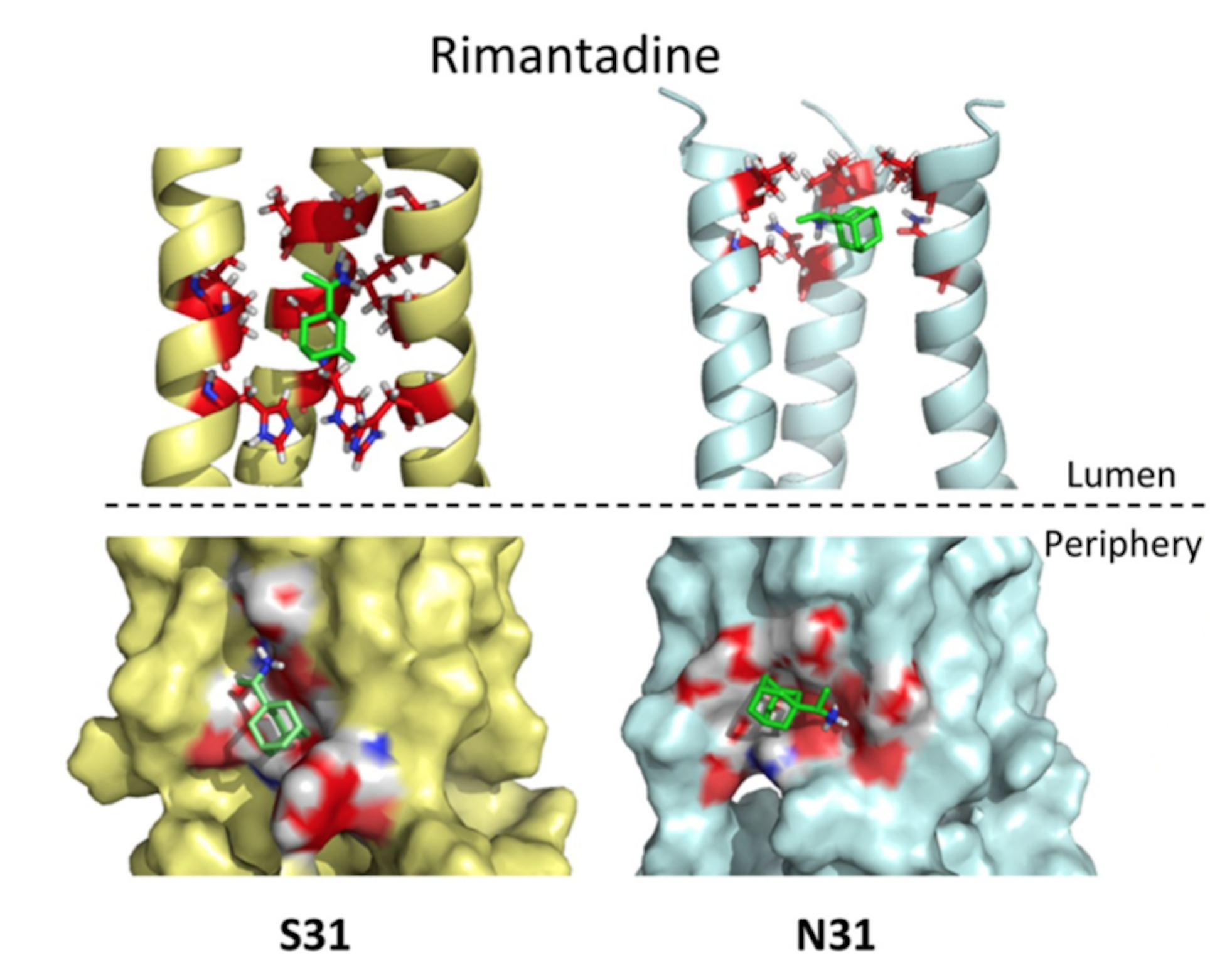
Rimantadine S31N Mutation Binding

リマンタジン鏡像異性体とM2プロトンチャネルとの相互作用
リマンタジンは、フルマジンとして販売されている場合、ラセミ体として存在する。R状態とS状態の両方が薬剤に存在する。固体NMR(核磁気共鳴)の研究により、RエナンチオマーはリマンタジンのSエナンチオマーよりもM2プロトンチャネル細孔への結合親和性が強いことが示されている。抗ウイルスアッセイおよび電気生理学的研究は、M2プロトンチャネルのアミノ酸への結合親和性において、RエナンチオマーとSエナンチオマーの間に有意差がないことを示している。エナンチオマーは同様の結合親和性を持っているため、チャネルの細孔を塞ぎ、効果的な抗ウイルス剤として働く能力も持っている。
画像ではリマンタジン鏡像異性体RエナンチオマーおよびSエナンチオマーが、右下のM2細孔と相互作用しているところを示している。この画像は、RエナンチオマーとSエナンチオマーにおける2つのエナンチオマーの間にモデル化された有意な差がないことを示している。
パーキンソン病
リマンタジンは、アマンタジンと同様に抗パーキンソン病活性を有し、パーキンソン病の治療に使用することができる。しかし、一般に、リマンタジンもアマンタジンもパーキンソン病による療法への好ましい薬剤ではなく、最前線の治療に対する反応性が低い疾患の症例に留保される。
その他
リマンタジンは、他のRNA含有ウイルスに対して有効であることが示されている。